# Jiménez de Jamuz
Jiménez de Jamuz es una pedanía del municipio de Santa Elena de Jamuz en la comarca de Tierra de Jamuz incluida en la de Tierras de la Bañeza de la provincia de León, comunidad autónoma de Castilla y León, España.

## Patrimonio
Destaca la construcción de cuevas excavadas junto a la ribera del río Jamuz. Estas cuevas se conocen en la zona como "bodegas" debido al uso para el que fueron creadas: Su objetivo era servir de espacio para la elaboración y posterior conservación del vino, que en su mayor parte se destinaba al consumo de los propietarios. En la actualidad se usan más como lugar en el que comer y beber junto a los amigos ya que el ambiente en el interior es fresco y especialmente agradable en el verano.

## Artesanía

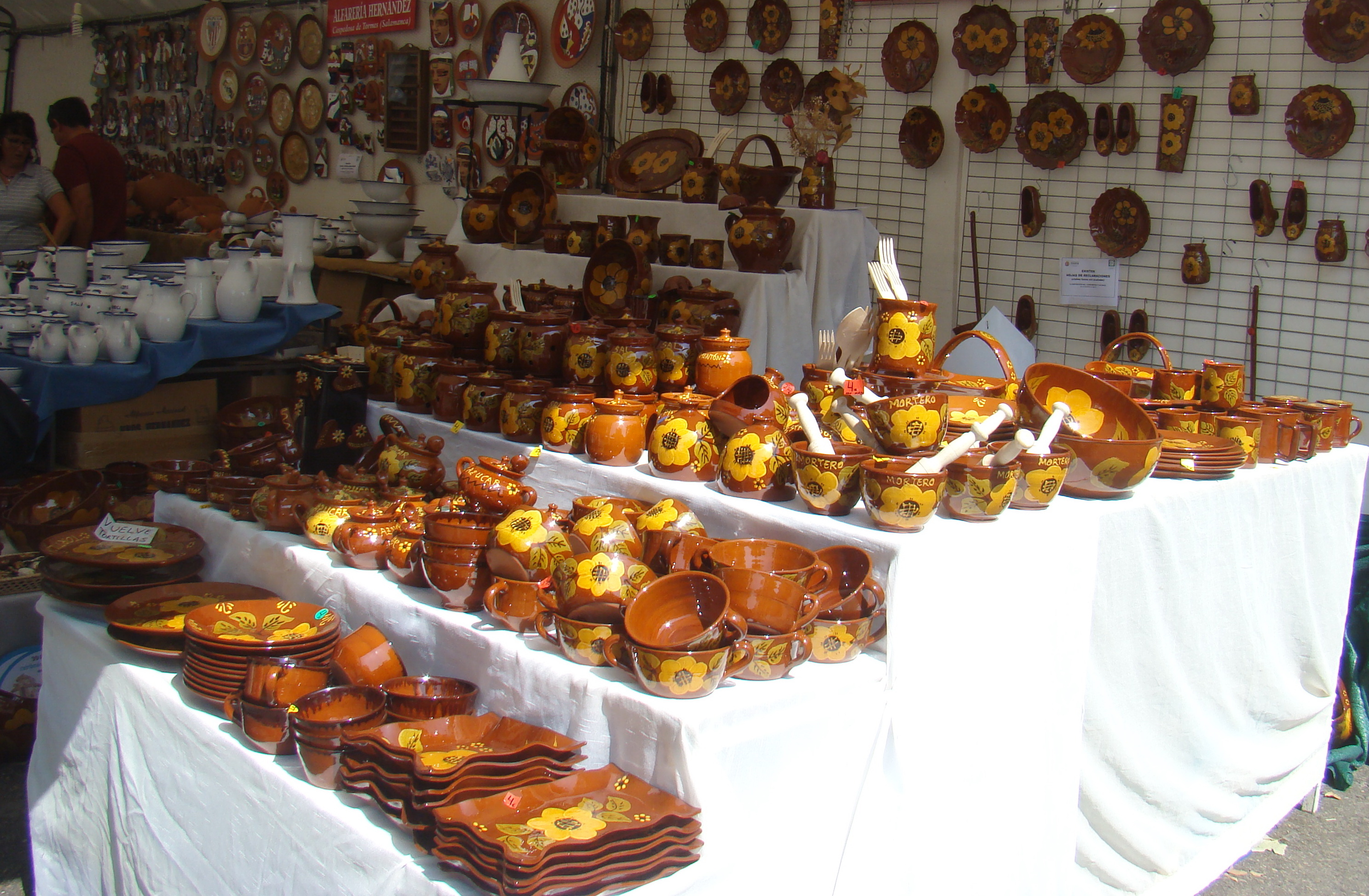
Feria de la Cerámica en el año 2017 en la ciudad de Valladolid. Exposición y venta de un alfarero de Jiménez de Jamuz

En cuanto a la artesanía, conserva una larga tradición alfarera (alfarerías Taruso, Valentín Peñín, Miguel San Juan Peñín o alfarería Esteban). También cuenta con un Museo de la Alfarería. Queda documentada la utilización del barro de Jiménez de Jamuz por parte de Antonio Gaudí para la fabricación de las piezas cerámicas que cubren parte de las superficies del Palacio Episcopal de Astorga.

## Gastronomía
Abunda la producción de vino a pequeña escala en su mayoría para consumo propio. Dicho vino se conserva y se consume habitualmente en cuevas excavadas junto a la ribera del río Jamuz. El vino de la zona se suele acompañar de los exquisitos productos de la zona entre los que destacan la morcilla, el chorizo y el salchichón y las sardinas en conservas con cebolleta.

## Tradiciones
Los tradicionales mayos son pequeñas escenas recreadas utilizando los materiales de que se dispone en la casa, a menudo objetos destinados al contenedor de basura, que son " salvados " para desempeñar este papel. En dichos mayos suelen aparecer un texto a menudo un poema, que suele contener una moraleja habitualmente procedente de la tradición oral de la zona.
Las comedias que se celebran en otoño, son pequeñas obras de teatro representadas por el Grupo de teatro de Jiménez de Jamuz y otros grupos de teatro invitados pertenecientes a la comarca.

En 1976 un grupo de jóvenes ideó representar la Pasión de Cristo, fuera de la iglesia y recuperar así de modo fiel el sentido y la tradición de la Semana Santa. Esta celebración se interrumpió únicamente los años 1986 y 1987, y los años 2020 y 2021 por la Pandemia de la COVID-19. La aceptación y el interés por esta manifestación se comprueba en vecinos y gentes de otras localidades, que se congregan alrededor de cada paso hacia el Calvario: la última cena, la oración en el huerto y el prendimiento, el juicio ante Pilatos, el recorrido por las calles con las sucesivas caídas de Jesús y el encuentro con la virgen, la Verónica y el Cirineo, el encuentro con la Magdalena, Jesús ante Anás y Caifás y la crucifixión de Cristo entre los dos ladrones. Ha sido declarada de interés turístico provincial.

## Festividades
Las Fiestas patronales son:
- Las fiestas del Cristo: Del 9 al 11 de mayo
- La Fiesta Sacramental: Del 30 de mayo al 1 de junio
- Las fiestas de agosto: Del 1 al 3 de agosto